# Eumesembrinella quadrilineata
Eumesembrinella quadrilineata är en tvåvingeart som först beskrevs av Fabricius 1805.  Eumesembrinella quadrilineata ingår i släktet Eumesembrinella och familjen spyflugor. Inga underarter finns listade i Catalogue of Life.